# Feria Internacional de Muestras de Asturias
La Feria Internacional de Muestras de Asturias (FIDMA) es una feria de muestras anual que se celebra en el Recinto Ferial Luis Adaro de Gijón (Asturias, España) que sirve a empresas e instituciones para presentar el estado de la industria, el comercio y los servicios en Asturias. Se celebra en el mes de agosto. 

## Historia

### Antecedentes y origen 1889-1963
Desde 1889 se celebraba en Asturias la "Exposición Regional de Comercio", origen remoto de la feria de muestras de Asturias, que data oficialmente del año 1924, cuando la Federación Patronal de Gijón organizó en el Paseo de Begoña la "Feria de Muestras Asturiana" para mostrar las novedades de la industria asturiana. Durante ocho años, hasta 1931, fue cambiando su ubicación, para dejar de celebrarse hasta 1963.

### Evolución 1963-1971

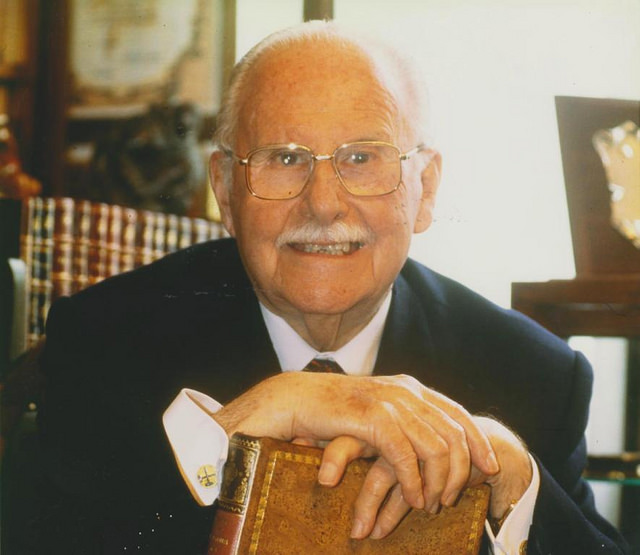
Luis Adaro, fundador de la Feria en 1963

En 1963, Luis Adaro Ruiz-Falcó, al asumir la presidencia de la Cámara Oficial de Comercio, Industria y Navegación de Gijón recordando la primera Feria a la que asistió con su padre, durante las fiestas gijonesas de Begoña, en 1924,  pensó en volver a organizarla en plena calle. Y así lo hizo, contando con la ayuda de un nutrido grupo de colaboradores: Pedro García Rendueles -nombrado director de la muestra gijonesa aún en proyecto-, Dimas Menéndez Magdalena, Manuel Díaz Fernández, José García Victorero, Joaquin Merediz, Juan Suárez Martínez, Javier Loring, Luis Suárez Bárcena, Alfredo Canteli, Tomás Salvador y Claudio Fernández Junquera -vicepresidente de la Cámara por aquel entonces-.
El alcalde de la ciudad en aquel momento, Ignacio Bertrand, ofreció unos locales interiores en la antigua calle Fernández Ladreda, situados detrás de la gasolinera de Jesús Revuelta, en Laviada. La Comisión Nacional de Ferias y Exposiciones asignó a la Feria gijonesa los días 8 al 22 de agosto para su celebración, fechas que coincidían con las celebraciones de la fiesta de Begoña, cuando asturianos de todo el Principado acudían a las fiestas de la ciudad.
La I edición supuso un éxito en la que se dieron cita diversas empresas como: Adaro, Caja de Ahorros de Asturias, Duro Felguera, Ensidesa, El Gaitero, Gijón Fabril, Hidroeléctrica del Cantábrico, Santa Bárbara, Uninsa, etc. instaladas en ordenada dispersión por las aceras. El salón de actos de la Escuela de Peritos ejerció de salón de actos de la muestra. En el discurso de apertura, Luis Adaro calificó a la Feria como "el escaparate de Asturias".
Tras la I edición, los organizadores de la Feria no contaban con un lugar para albergar la muestra. Entonces, decidieron realizar la Feria en una tribuna de El Molinón que estaba paralizada, y que estaban construyendo detrás de la del público y que pertenecía a la Universidad Laboral. Con el beneplácito del rector de la Laboral, se comenzó a preparar todo lo necesario. Se construyó un puente aéreo para la comunicación interior, con el fin de que los asistentes a la feria no tuvieran que salir del recinto. Y el segundo año, la Feria se celebró allí, siendo inaugurada por Gregorio López-Bravo, ministro de Industria. Tras el nuevo éxito, se cruzó a la margen derecha del río Piles. Surgió entonces el problema de la tierra, que al estar constituida fundamentalmente por lodos, de aguas y marismas, provocaba que no se pudiera construir nada encima. Luis Adaro recordó que para los caminos del jardín, que eran de barro, su padre traía de la Fábrica de Moreda un arenón que salía del horno alto, que al echarlo quedaba como cemento. Se trajeron escorias de los altos hornos y el resultado fue el esperado.
En 1966, una vez concluida la X edición de la Feria, II de la nueva era, el Sporting de Gijón comunicó que para el año siguiente necesitaba la tribuna que estaba utilizando la Feria. Esto suponía un grave problema, solucionado tras una tensa negociación en la que acordó que la feria debería abandonar el recinto en un plazo de cuatro años. Finalmente en 1971 su ubicación permanente actual, se fijó en la ribera derecha del río Piles, en la parroquia de Somió, actual Recinto Ferial Luis Adaro.

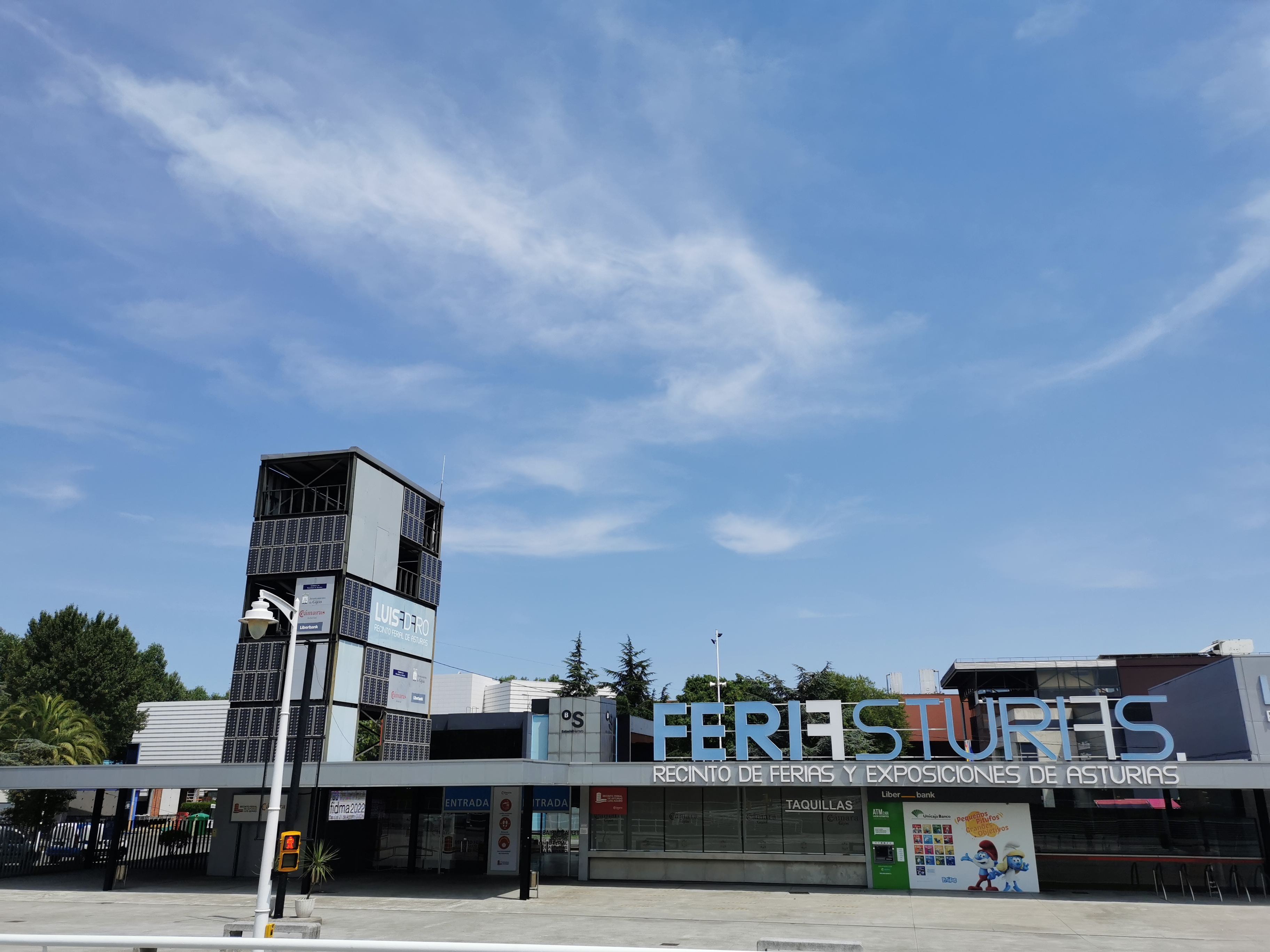
Portada del Recinto, fundado en 1971

Con el paso del tiempo, en los pabellones centrales de la Feria se exhibían cada año maquetas y planos de los proyectos imprescindibles para sacar a Asturias del atasco, y que actualmente son ya una realidad: la autopista Y (Oviedo-Gijón-Avilés), y la de la autopista del Huerna, el dique de El Musel, el ramal de Renfe que habría de unir Ensidesa y El Musel, el Aeropuerto de Asturias, la ampliación de Ensidesa, la creación de Uninsa y el plan de acción concertada del sector hullero que convirtieron a la Feria en centro de ventas y espacio para el pacto de negocios, y como plataforma de exhibición de los proyectos futuros.
En 1967, cuando las cuencas vivían el relevo en la titularidad de las minas, se celebró en el recinto ferial gijonés, promovida por Adaro Ruiz-Falcó, la I Feria Internacional de la Minería con representación de numerosas empresas españolas y extranjeras, incluso de países del Este, como Checoslovaquia, Polonia y Hungría.

#### Origen delMuseo del Pueblo de Asturias

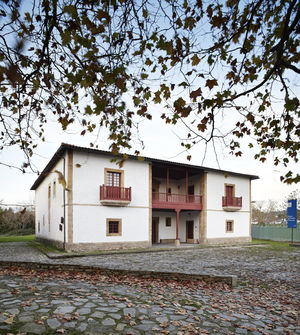
Museo de la Gaita, en el Museo del Pueblo de Asturias

Otra de las ideas que Luis Adaro vio hecha realidad fue la recreación de un pueblo asturiano, síntesis de lo que habían sido las aldeas y villas de la región. Una muestra que pudiera convertirse en museo etnográfico, que adjunto a la Feria de Muestras, quedara como un área recreativa para los visitantes a la Feria durante el verano y de permanente visita durante el resto del año. El proyecto fue secundado entusiastamente por el alcalde gijonés Ignacio Bertrand, en 1967 y finalmente se creó un año después como Museo del Pueblo de Asturias.

#### Origen de Mercaplana
En 1972 consiguió la categoría de nacional. Ese año, se diversificó con algunas ferias menores. Así nació Mercaplana, que pretendía ser un mercado semanal del jardín y las plantas, que ofrece grandes posibilidades a los comerciantes relacionados con la fabricación, cultivo, cuidado o comercialización de los objetos que en él tendrán cabida, además de un salón infantil con columpios y juguetes. Con el tiempo fue creciendo hasta convertirse en un parque infantil navideño con gran aceptación.

### SigloXXI
La feria ha sido desde entonces una de las principales actividades del verano gijonés, sumando en 2019 más de 720.000 visitantes, siendo la feria más visitada de España. En 2016 celebró su sexagésima edición, en 2020 se canceló debido a la pandemia de Covid-19 y entre las ediciones de 2021 y 2022 vuelve a la normalidad.

## Comunicaciones
Para evitar la aglomeración de vehículos en el acceso al Recinto, la empresa municipal EMTUSA opera dos líneas específicas; la 30 que discurre por el casco urbano de la ciudad desde El Molinón y la 31, lanzadera entre la Feria y el parking habilitado para ella, en las inmediaciones de la Escuela de Marina.